# Semiothisa lucinda
Semiothisa lucinda är en fjärilsart som beskrevs av Butler 1881. Semiothisa lucinda ingår i släktet Semiothisa och familjen mätare. Inga underarter finns listade i Catalogue of Life.